# Governadoria-geral da Pequena Rússia (1802-1856)
Governadoria-geral da Pequena Rússia (em russo:  Малороссийское генерал-губернаторство) foi uma unidade administrativo-territorial do Império Russo. No início, consistia em dois gubernias, Poltava e Chernihiv, em 1836 o Gubernia do Kharkiv foi anexado. Era chefiada pelo Governador-Geral. Até 1837, a residência era Poltava, mais tarde Kharkiv. Extinto em 1856.

## História

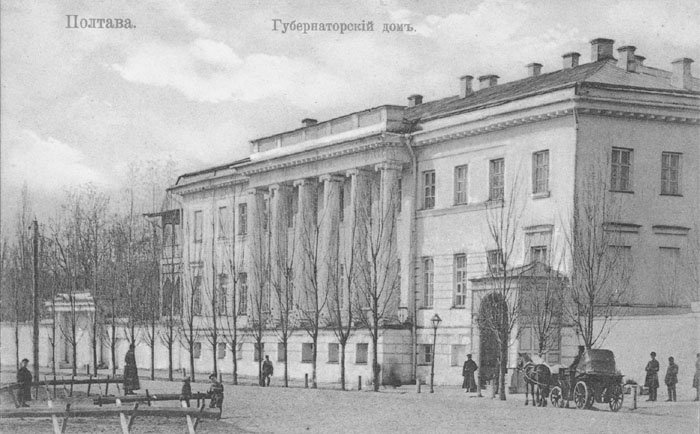
Palácio do Governador Militar da Pequena Rússia (mais tarde o Palácio do Governador de Poltava), em Poltava, na Praça Redonda (Foto do início do século XX).

A Governadoria-geral da Pequena Rússia foi estabelecida em 1802 a partir dos Gubernias de Poltava e Chernigov.
Em 1835, o Gubernia de Kharkov foi anexado. Abolida em 17 de fevereiro de 1856.
A residência do Governador-Geral foi na cidade de Poltava e, desde 1837, na cidade de Kharkov.

## Governadores-Gerais
- Kurakin Alexei Borisoviche (04 de fevereiro de 1802—24 de novembro de 1807) - Príncipe, Conselheiro privado interino;
- Lobanov-Rostovski Yakov Ivanoviche (24 de janeiro de 1808—22 de fevereiro de 1816) - Príncipe, Conselheiro privado interino;
- Repnin-Volkonski Nikolai Grigorieviche (22 de julho de 1816—06 de dezembro de 1834) - Príncipe, Ajudante geral, General de Cavalaria;
- Guriev Alexander Dmitrieviche (31 de dezembro de 1834—09 de junho de 1835) - Conde, Tenente-General;
- Levashov Vasili Vasilieviche (01 de dezembro de 1835—29 de outubro de 1836) - Conde, Ajudante Geral, General de Cavalaria;
- Stroganov Aleksandr Grigorieviche (12 de novembro de 1836—10 de março de 1839) - Conde, Ajudante Geral, Major-General;
- Dolgorukov Nikolai Andreeviche (28 de janeiro de 1840—11 de abril de 1847) - Príncipe, Ajudante Geral, General de Cavalaria;
- Kokoshkin Sergei Alexandroviche (30 de abril de 1847—17 de fevereiro de 1856) - Ajudante Geral, Tenente-General.